# ريبيكا بيدجون
ريبيكا بيدجون (بالإنجليزية: Rebecca Pidgeon)‏ مواليد 25 أكتوبر 1965 في كامبريدج، ماساتشوستس، الولايات المتحدة، هي ممثلة بريطانية بدأت مسيرتها الفنية عام 1986.

## الأعمال

### مسلسلات
- الوحدة (مسلسل)

## روابط خارجية
- ريبيكا بيدجون على موقع IMDb (الإنجليزية)
- ريبيكا بيدجون على موقع ألو سيني (الفرنسية)
- ريبيكا بيدجون على موقع ميوزك برينز (الإنجليزية)
- ريبيكا بيدجون على موقع أول موفي (الإنجليزية)
- ريبيكا بيدجون على موقع قاعدة بيانات برودواي على الإنترنت (الإنجليزية)
- ريبيكا بيدجون على موقع قاعدة بيانات الأفلام السويدية (السويدية)
- ريبيكا بيدجون على موقع إن إن دي بي (الإنجليزية)
- ريبيكا بيدجون على موقع أول ميوزيك (الإنجليزية)
- ريبيكا بيدجون على موقع ديسكوغز (الإنجليزية)
- ريبيكا بيدجون على موقع قاعدة بيانات الفيلم (الإنجليزية)